# Mapucse indiánok

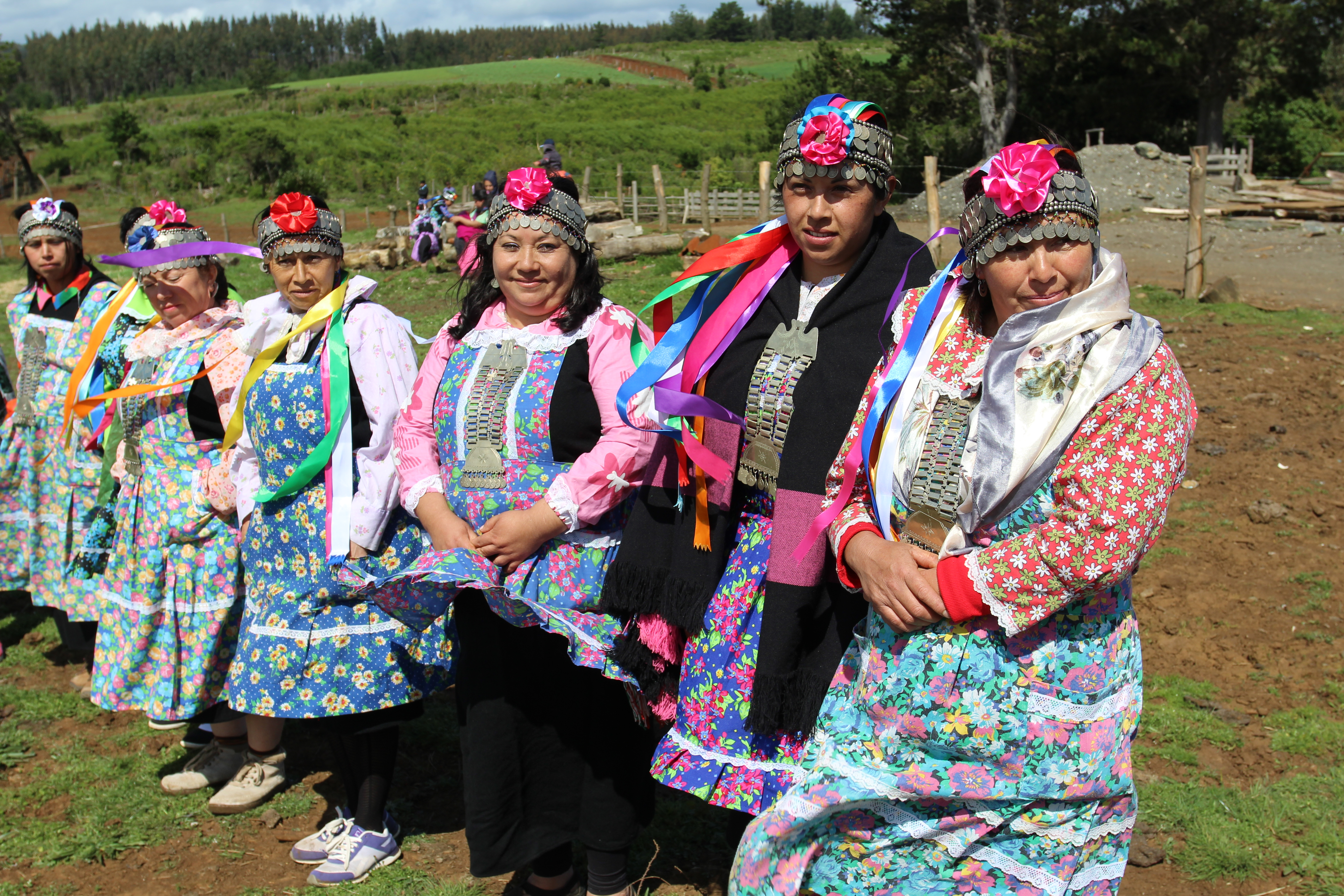
Mapucse nők

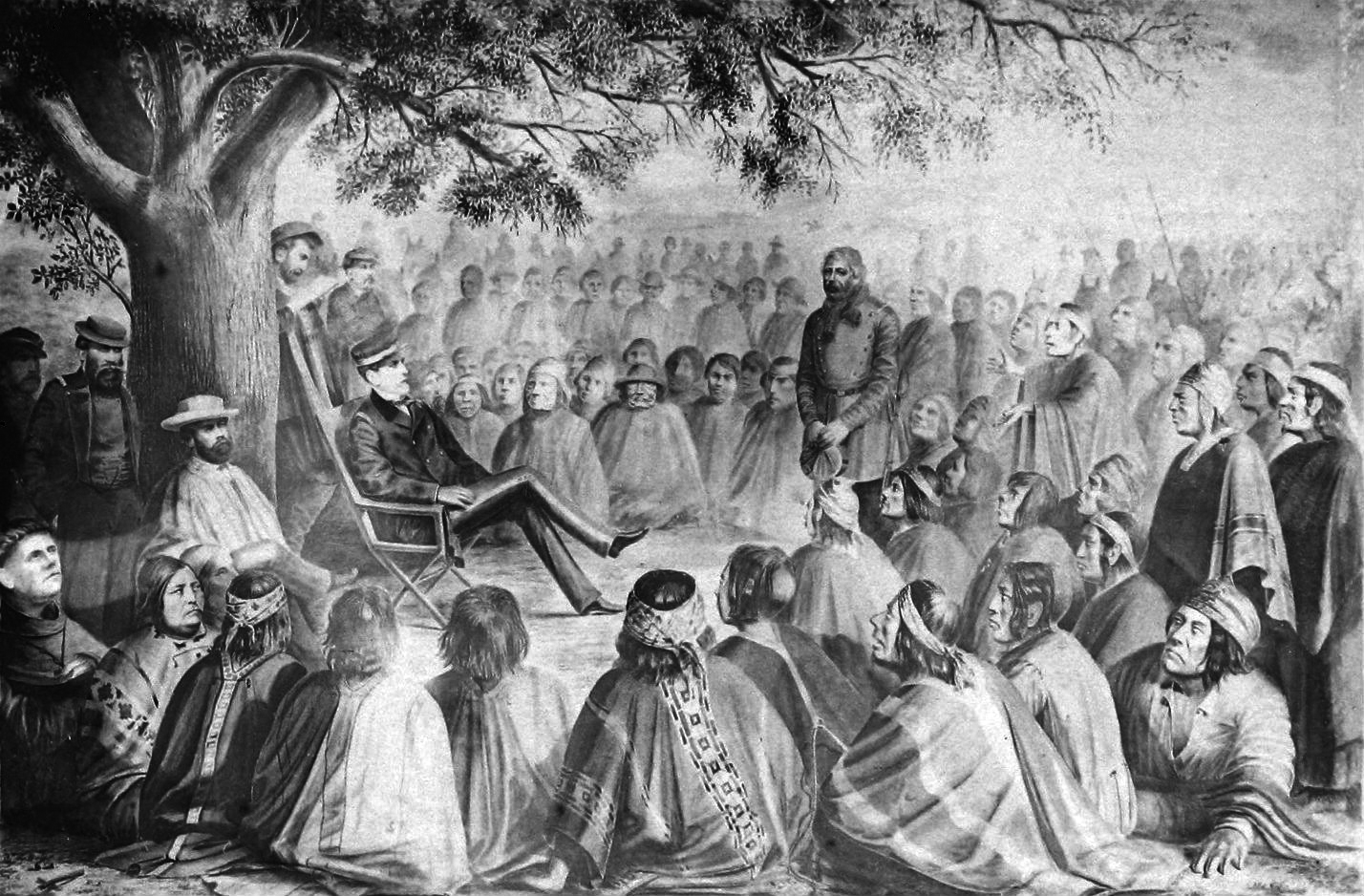
Cornelio Saavedra Rodríguez tanácskozik a mapucsékkal 1869-ben

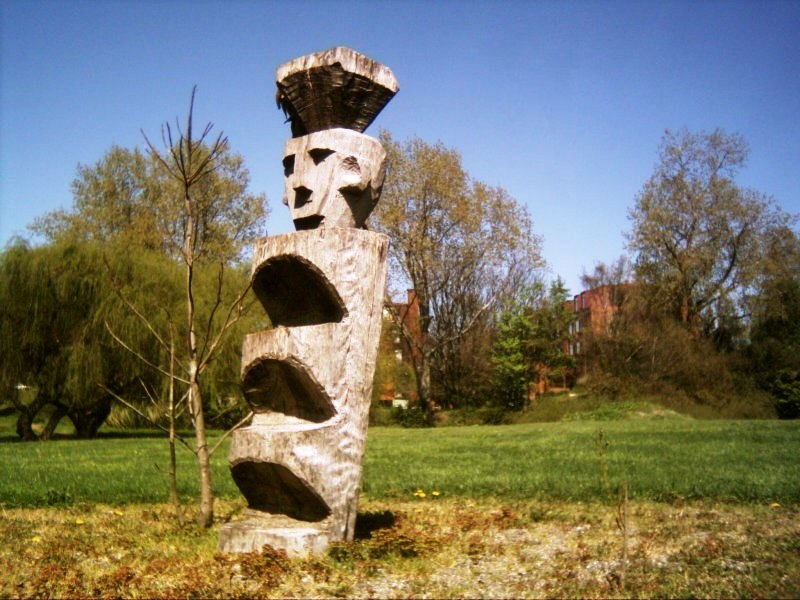
A sámánszertartásokon erre a "rewe"-nek nevezett oszlopra megy fel a sámánnő

A mapucse egyike Dél-Amerika legjelentősebb őslakos csoportjainak. Ősi földjük Chile középső részén és Argentína nyugati peremén terül el. Az ország lakosságának mintegy 4%-át alkotják, viszont a középső régiókban a 80%-ot is elérheti. Lakóhelyük után nevezik araukánoknak is.

## Történelmük
Történelmüket jóformán csak az európaiak megjelenésétől kezdve ismerjük. Korábban az Inka Birodalommal hadakoztak sikeresen. A spanyolok megjelenésére sem adták meg könnyen magukat. Csak a 19. század közepén sikerült katonai erővel meghódítani földjüket, de a nép igazából soha nem hódolt meg. Történelmükre büszkék és a mai napig különböző eszközökkel harcolnak területük visszaszerzéséért.

## Nyelvük
A mapucse nyelv két különálló ágra oszlik, egyik a huilliche a másik a mapudungun. Ez utóbbi az elterjedtebb. Eredete nem tisztázott, viszont egyes nyelvészek véleménye szerint az észak-amerikai penutiai nyelvekkel (angolul Penutian languages) lehet rokonságban. Csak újabban kezdték tanítani néhány vidéki iskolában. Írásrendszerük nem volt.

## Kultúrájuk

A mapucsék zászlaja

Szertartásaik nagyon emlékeztetnek a szibériai sámánizmusra. Zenéjük sajátos és nagyon gazdag népdalkinccsel rendelkeznek. Legfőbb hangszerük a dob, aminek a neve kultrun. Ezt mindig rituális festéssel látják el, akárcsak a szibériai sámándobokat. Zászlajukat is ez díszíti. Ezen kívül használnak még néhány fúvós hangszert és csengőket. Újabban nagy népszerűségnek örvend a gitár is.